# 2014年澳門
|        | 澳門歷史 \| 澳門歷史年表                                                                                                   |
| 世紀： | 20世紀澳門 \| 21世紀澳門 \| 22世紀澳門                                                                                     |
| 年代： | 1980年代澳門 \| 1990年代澳門 \| 2000年代澳門 \| 2010年代澳門 \| 2020年代澳門 \| 2030年代澳門 \| 2040年代澳門               |
| 年份： | 2010年澳門 \| 2011年澳門 \| 2012年澳門 \| 2013年澳門 \| 2014年澳門 \| 2015年澳門 \| 2016年澳門 \| 2017年澳門 \| 2018年澳門 |
| 紀年： | 甲午年（马年）、澳門開埠461周年、澳門回歸15周年                                                                            |

## 大事時序

### 1月

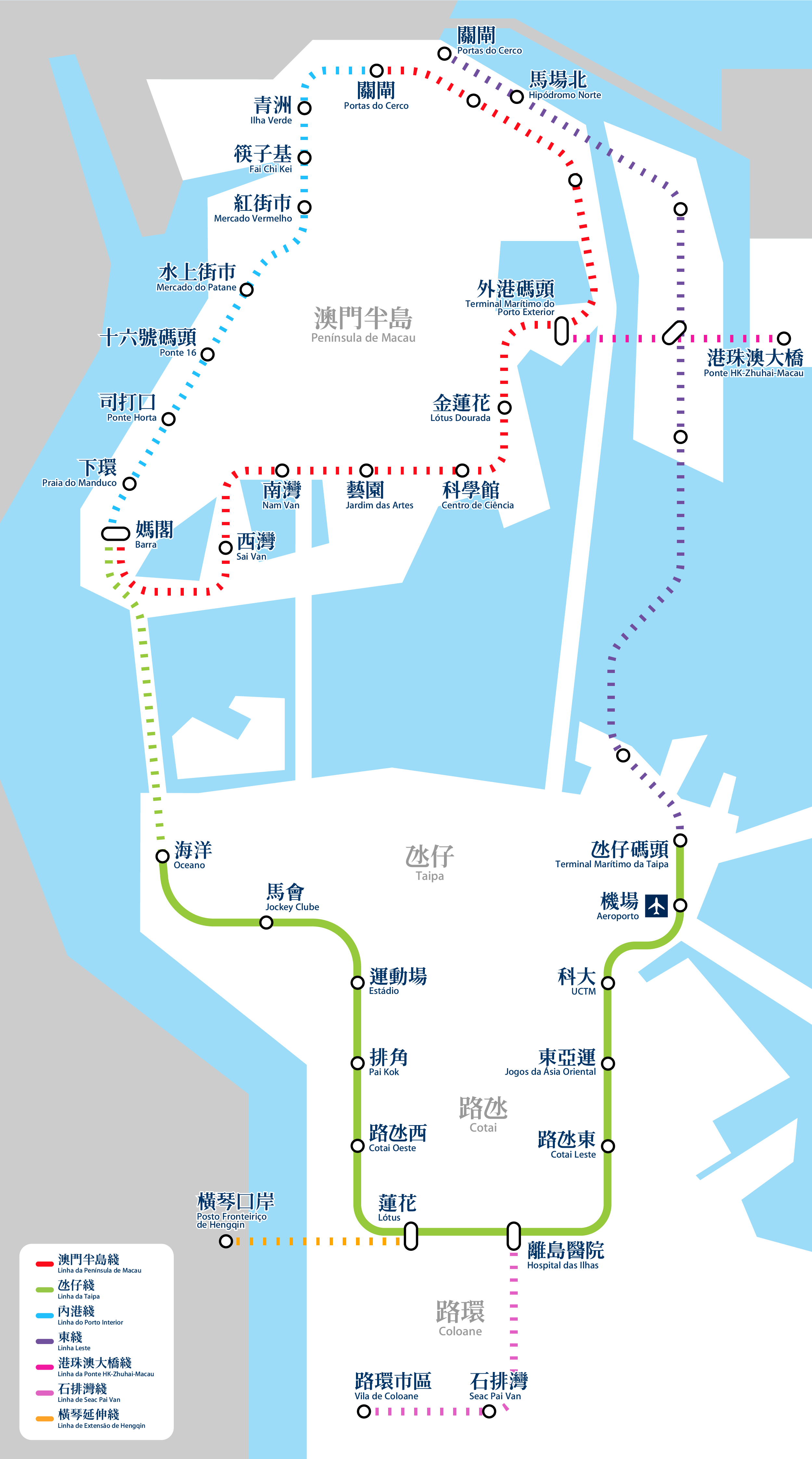
粉紅色線為當局建議增設的石排灣線

- 1月10日，運輸基建辦公室公佈正在考慮增建輕軌石排灣線，設有石排灣站及離島醫院站，並接駁氹仔線蓮花口岸站，未來可考慮將石排灣站進一步延伸至路環，同日展開為期45日的公眾諮詢。[1][2][3]

### 2月
- 2月12日，地球物理暨氣象局錄得自1996年以來最冷2月，僅攝氏4.8度，只較1996年的記錄高0.1度。[4]
- 2月27日：
  - 澳門人口於2013年底首次突破60萬大關，統計暨普查局公佈總人口為607,500人，按年增加2.55萬人。然而，有學者認為，本澳面積小，承載力有限，未來3年仍有大量外地僱員湧入，建議政府加快填海造地，擴大城市容量，同時加強通關便利化，分流外僱至鄰近的珠海居住。[5]
  - 失業率續創新低，當局表示2013年11月至2014年1月的失業率僅1.7%，較2013年10至12月下降0.1%，學者表示，多個項目集中2016、17年開幕，需要就業人口更多，預料整體失業率將進一步下降。[6]

### 3月
- 3月4日，行政長官崔世安表明有意角逐下屆行政長官選舉，爭取連任，並表示過去四年工作中已實現部分競選承諾，但亦有待加強之處。強調必須依循行政長官選舉辦法進行，因此待真正進入選舉程序後才正式參選，現階段只可稱為有意參選。由於仍未進入提名期，因此下屆特首選舉若繼續只有崔世安報名參選並在無競爭情況下自動當選，還是像首屆行政長官選舉般有競爭性仍屬未知數。[7]
- 3月17日，行政長官崔世安頒佈行政命令，訂定今年6月29日為行政長官選舉委員會委員的選舉日，象徵新一任行政長官的選舉程序啟動。選委的法人提名最遲可於5月20日報名參選，法人選民最遲需於5月5日呈報簽署提名表代表，領取提名表。按照法定程序，統管選舉事務的行政長官選舉管理委員會將於短期內組成。預計第四屆行政長官選舉將於8月31日至10月中的周日或公眾假期舉行。[8][9]

### 4月
- 4月10日，政府公佈善豐花園結構安全問題事件的調查結果。雖然政府在調查結果確定有關責任人，並指尊重業主修復或重建的決定，政府將依法提供支援，或可透過樓宇維修基金墊支維修費用。惟善豐小業主不接受該報告，令原定晚上8時舉行的講解會不單未能順利舉行，與會小業主更湧到善豐花園外聚集，部分更循停車場返回單位，並在馬路紮營駐守。大批警員到場維持秩序，期間雙方一度發生推撞。至4月11日凌晨1時許，近百警員採取清場行動，強行扯走帳篷，引致雙方發生推撞，警方帶走數名人士，部分小業主轉往警司處外聚集。[10]
- 4月11日：
  - 立法會辯論輕軌澳門段走線，除個別議員質疑輕軌作用外，幾乎一面倒支持南段走外圍三方案中的經城市日大馬路方案，亦即不再需要跨越嘉樂庇總督大橋的橋底，意味遲遲未能確定走綫的澳門半島段有望盡快上馬，投入實質設計、招標及施工階段，當局預料2014年底至2015年初可招標。當局又首次透露澳門段最快或於2018年完工通車。[11]
  - 善豐爆柱事件引發的街頭紮營行動被警方強行清場，事件仍未解決。數十名小業主轉戰行人路，通宵在善豐花園停車場及門外紮營，清場被帶走涉加重違令的7名小業主到檢察院[[[Wikipedia:格式手册/链接#章節|錨點失效]]]接受偵訊，被記錄身份後獲准離開。其中4名小業主因在警方拘捕過程中受傷，亦對警方提出刑事追究。善豐決策組發言人反駁政府指小業主與當初訴求完全不一，強調一直有共識，就是要重建善豐，小業主願意承擔部分重建費用。[12]
- 4月22日：
  - 行政長官崔世安在立法會答問大會上透露了澳門的拓展空間大計，一方面已向中央政府申請，以有償租賃方式在橫琴爭取更多土地，支持中小企「走出去」，參與區域合作。另方面再向中央申請水域，並已獲中央批覆開展調研，擁有水域亦意味着澳門在填海造地及海上交流方面更具彈性。[13]
  - 《政府公報》刊登行政長官批示，增發200個八年期限的士牌。交通事務局車輛及駕駛員事務廳長賈靖龍表示，新發牌照是基於研究指現時的士數量未能回應需求，交通局將於短期內沿用價高者得的方式，公開競投發出新一批的士牌，當局希望能有助減輕長期以來街上難截的士問題。[14]

### 5月
- 5月9日，統計暨普查局公佈2014年首季人口為614,500人[15]，按季增加7,000人，再創新高；女性人口為314,600人，佔51.2%。經濟建設協進會理事表示因為人口已到達一定基礎[16]，需要透過區域合作，擴充水域，增加土地，才可解決問題。近年隨着本澳人口和經濟增長，樓價和租金升高，不少人選擇在珠海居住，建議可適當延長通關時間，包括拱北和橫琴口岸都應該適當延長時間，相信可發揮一定作用。
- 5月17日－5月18日，葡萄牙總統席爾瓦抵澳展開訪華行程最後一站，期間簽署澳葡合作綱要協議的修定，向行政長官崔世安頒發葡萄牙最高功績「大十字勳章」，又參觀大三巴、賈梅士像、澳門葡文學校、澳門理工學院及澳門大學，並表示考慮在葡萄牙高校增設中文課程。[17][18][19]
- 5月24日：
  - 運輸基建辦公室表示澳門輕軌澳門半島段最快2018年通車，氹仔段則仍維持2016年通車的目標。[20]
  - 居於香港的英國泳手西蒙·霍利迪清晨5時由香港水域出發游來澳門，全程35公里，約下午3時許到達澳門黑沙海灘，歷時10小時20分鐘，成為歷來第二位成功從香港橫渡珠江海域至澳門的健兒，且打破了北京泳手張健於2005年創下10小時30分鐘的紀錄。西蒙期望藉此喚起公眾對海洋環保的關注。[21]
- 5月25日，2萬名澳門市民湧上街頭，抗議高官以公帑「自肥」，及容許特首任內刑事豁免權。這是自1989年八九民運以後，澳門最大規模的示威。大會表示，參加人數達原先預計的20倍，顯示市民怨氣爆發，澳門施政失效已達臨界點，政府必須正視民意，立即撤回「離補」法案。[22]
- 5月27日，7,000人晚上包圍澳門立法會，要求立即撤回「離補」法案，不滿特區政府濫用公帑「自肥」，過程有黑箱作業之嫌，市民無從監督，部份集會人士更要求崔世安下台。立法會下午3時開會，泛民議員吳國昌提出動議，要求行政長官崔世安撤回「離補」法案重新研究，結果在建制派議員護航下，以4票贊成，20票反對，6票棄權下，這個無約束力動議遭到否決。贊成撤回的有吳國昌、區錦新、陳美儀、梁榮仔，而支持撤回方案的高天賜，則因離場抗議到立會外聲援市民，並沒有投票。[23]
- 5月29日：
  - 行政長官崔世安宣佈撤回《候任、現任及離任行政長官及主要官員的保障制度》法案，並表示將來提案前必定先作公開諮詢，他又說雖然自己身型肥胖，但不會「自肥」（意即提交一條優待自己的法案）。[24][25]
  - 全國政協前副主席、澳門商人馬萬祺的靈柩經空運返抵本澳，[26]當局計劃6月1日上午於綜藝館舉行公祭儀式。[27][28]
- 5月30日，建設發展辦公室主任在立法會口頭質詢大會上承認，A區填海工程出現嚴重延誤，主因承建商態度差。經政府施壓後，承建商態度好轉，投入更多施工力量，應可如期2015年11月14日前完成。A區進度不佳，遭多位議員圍攻，憂工程延誤影響港珠澳大橋進度，使澳門丟臉。主任續透露，A區有後備方案，工程有罰則，以A區18億澳門元的判給價計算，延期罰款金額巨大，相信承建商會考慮。[29][30]

### 6月
- 6月1日，國家領導人級別的喪禮首次在澳舉行，前全國政協副主席馬萬祺的公祭儀式在綜藝館舉行，多名國家領導人以及澳門各界人士出席致哀，儀式結束後，靈柩奉移氹仔孝思墓園安葬。[31]
- 6月2日，何賢紳士大馬路青葱大廈一單位於5月11日懷疑石油氣爐具喉管漏氣引起的搶火爆炸，遭六成皮膚燒傷的七旬老婦延至是日不治。司警暫列作突然死亡事件，交調查科跟進。[32]
- 6月3日：
  - 離島社諮會表示，本澳沒有火葬場，選擇火化辦理後事的家屬必須往珠海，之後再過關回澳門，為家屬帶來輪候、辦理等諸多不便。因此，本澳興建火葬場不是應不應的問題，而是怎樣興建及在何處興建的問題。設計上應打破傳統觀念，汲取外地新一代靈灰安置及火葬場所經驗，例如整個建築外觀完全看不出是火葬場，猶如一座公園，周圍翠竹流水，與環境融合一體，改變居民對此類場所陰森恐怖的感覺。由於澳門土地資源匱乏，會方認為氹仔及路環應該是較合適之選。[33]
  - 運輸基建辦公室確定輕軌澳門半島線南段確定採用城市日高架走線，顧問技術團隊已在城市日大馬路等路段展開地質勘探，加緊細化技術方案；並隨即展開工程設計，以爭取最快2014年底或2015年初啟動建設工程的招標程序。[34]
- 6月4日，澳門的六四燭光晚會破紀錄有逾3,000人參與，與過去24年來燭光晚會每年只有約200至800人參與不等高出幾倍，並重返議事亭前地，悼念25年前犧牲於天安門廣場及附近的中國大陸同胞。[35]
- 6月9日，「綠巴」維澳蓮運的接手人揭盅。特首崔世安批示授權運輸工務司司長劉仕堯代表特區政府，與澳門新時代公共汽車股份有限公司簽署批給合同，承接原由維澳蓮運經營的巴士服務。新合同7月1日生效，相關線路、巴士和職員會過渡至「新時代」。「新時代」合約屬臨時特別安排，只有三年，非維澳合約餘下的四年多，方便政府約滿後有足夠時間為相關標段公開競投。[36]
- 6月10日，新時代公共汽車表示，計劃投資約一億九千萬澳門元購買維澳蓮運破產的資產、支付維澳蓮運員工解僱賠償、新增巴士及其他營運設施等。今年計劃新增15部低地台超大型巴士，同時計劃購買5部日本小巴，並首先投放在H1等長者乘客較多的路線，待效果滿意後逐步替換現有小巴。[37]
- 6月11日，衛生局表示離島醫療綜合體已完成初步設計，正平整土地。衛生局爭取醫院前期工程如期於2017年落成並先投入運作。[38]
- 6月12日，政府建議物業管理行業中的清潔及保安工種訂定最低工資分別為時薪30、日薪240及月薪6,240澳門元。行政會完成討論《物業管理範疇的清潔及保安僱員的最低工資》法律草案，將送交立法會審議，當局強調有關法案並無改變《勞動關係法》相關制度。[39]
- 6月13日，一艘噴射飛航早上載着233人從香港開出，至澳門外港客運碼頭對開時，疑偏離航道撞及防波堤，導致船上70人受傷，其中一名船員頸椎骨折重傷。澳門當局懷疑船長來不及轉向肇禍，正循人為疏忽或機件故障展開調查。[40]

### 8月
- 8月11日，統計暨普查局公佈2014年第二季人口為624,000人[41]，按季增加9,500人，屢創新高，主要是外地僱員增加所致。有學者認為，澳門承載力已到瓶頸口，未來陸續有大型酒店項目開展及落成，人力資源需求量更大。建議政府加強區域合作，增加土地供應及通關便利等配套配合發展。[42]

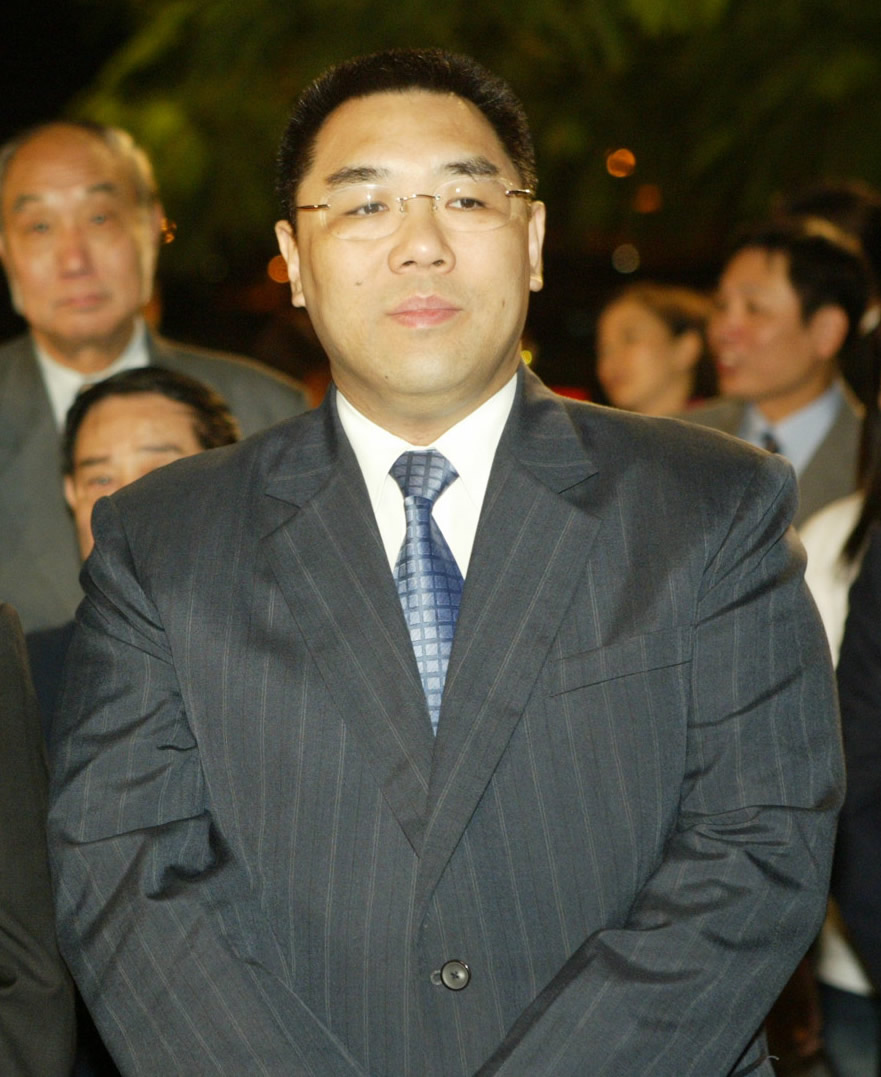
成功連任的崔世安

- 8月31日，2014年澳门行政长官选举日，崔世安以380票贊成、13票空白、3張廢票及4名選委沒有投票情況下成功連任澳門特別行政區行政長官。[43]

### 10月
- 10月1日，近一千名市民於友誼廣場（或新麗華前地）參與“澳門聲援香港爭取民主普選”集會，聲援在香港發生逾20萬人參與、引起廣泛國際關注的佔領中環（或雨傘革命）運動，譴責香港警方對沒有任何武器的群眾濫用武力、施放催淚彈等。集會以年輕人為主，他們都穿上黑色襯衣和戴上黃絲帶，坐滿廣場。期間有參與靜坐的市民，分享在香港的所見所聞，並就就澳門目前的政制現狀發言，希望籍本次在香港的運動，喚起澳門市民對政治的認識和了解社會現況。[44]

### 11月
- 11月10日，統計暨普查局公佈2014年第三季人口（截至9月底）為631,000人的歷史新高[45]，按季增加7,000人，主要是外地僱員增加所致。
- 11月12日凌晨近4時，澳門發生自1990年施拿地馬路63號木樓大火以來最嚴重火災，沙欄仔街一間售賣時裝的地舖發生火警，[46]消防到場開喉灌救，並疏散附近20名居民，約10多分鐘後將火救熄，消防員在店內閣樓發現4具燒焦至難以辨認身份的屍體，司警排除縱火成份，法醫檢驗後亦沒發現可疑。死者為時裝店店主的菲律賓籍傭工及其朋友，事發時正在店內閣樓留宿。[47]

### 12月
- 12月1日，行政長官崔世安公佈經報請中央人民政府任命後的第四屆澳門特別行政區政府主要官員和檢察長，由於現時班子有多人均自澳門回歸後便開始長期出任該職位達15年之久，因此十人名單中只有2009年才就職的審計長何永安留任，其餘均換上新人，司長之首行政法務司由原個人資料保護辦公室主任、年僅50歲的陳海帆女士出任，陳表示榮幸，並感謝中央與特首的信任，會盡快熟悉該範疇的相關工作以助勝任艱巨的行政及法務改革工作。司長第二交椅，新經濟財政司司長由新班子中唯一商界出身的行政會委員、52歲的梁維特出任，梁相信博彩業調整期仍會維持一段時間，需審慎關注下滑的情況，賭牌續期的中期檢討將是上任後的重要工作之一。梁續表示高度關注經濟形勢的變化，並認為最重要的工作是促進經濟穩定發展，維護特區的財政及金融穩健，支持好中小企業發展，確保本地居民充份就業，推動經濟適度多元發展。其餘3名新司長分別由司法警察局局長黃少澤出任保安司司長、行政長官辦公室主任譚俊榮出任社會文化司司長、澳門駐里斯本經濟貿易辦事處主任羅立文出任運輸工務司司長，當中羅立文為能操粵語的土生葡人。特首崔世安表示是次新班子體現了傳承創新精神，新團隊相對年輕，相信在新崗位上可發揮創新精神和注入新活力，有信心做好交接及未來的跨部門協作，回應社會各項訴求。[48][49][50][51][52][53][54][55][56]
- 12月19日，中共中央總書記、國家主席習近平抵達澳門出席慶祝澳門回歸十五週年活動。
- 12月20日，崔世安宣誓就任第四屆澳門特別行政區行政長官。
- 12月29日，司警偵破嚴重風化案，一名於本年入職的22歲治安警特警隊成員，自2013年6月至本年11月先後成功勒索9名14至16歲本澳女學生，並強姦其中3人、非禮另外6人。事主每次被要求提供2至3張裸照。司警當時以脅迫罪落案拘捕陳某並跟進案件，搜查其位於筷子基的寓所時有驚人發現，於電腦中起出近1,700個全是十多歲女子的裸照和視頻檔案，其中161個檔案附有姓名，相信是本澳居民，成功確認78名學生身份，聯絡到當中34名事主錄取口供。涉嫌強姦、非禮及勒索祼照的男警於12月28日被拘捕，已被停職。[57][58]

## 逝世
- 3月29日，唐星樵，86歲[59]，曾任第六、七、八、九屆全國人大代表，澳門基本法諮詢委員會副主任、澳門基本法協進會副會長、澳門工會聯合總會前會長，病逝。
- 4月9日，劉衍泉，78歲[60]，前澳門全國政協委員、澳門游泳總會會長、澳門體育暨奧林匹克委員會副會長，病逝。
- 5月26日，馬萬祺，94歲[61]，澳門政商界重量級人士，原全國政協副主席、澳門中華總商會永遠會長，病逝。
- 10月30日，李鵬翥，81歲[62]，澳門日報副董事長，病逝。[63]澳门特区行政长官崔世安31日晚发唁函悼念。[64]

### 引用
1. ↑  . 運輸基建辦公室. 2014年1月10日  [2014-01-11]. （原始内容存档于2014-01-11）.（繁體中文）
2. ↑  . 澳廣視. 2014年1月10日  [2014-01-11]. （原始内容存档于2014-01-11）.（粵語）
3. ↑  . 澳門日報A1版. 2014年1月11日  [2014年1月11日]. （原始内容存档于2014年1月11日）.（繁體中文）
4. ↑  . 澳門日報A1版. 2014年2月13日  [2014年2月14日]. （原始内容存档于2014年2月22日）.（繁體中文）
5. ↑  . 澳門日報A1版. 2014年2月28日  [2014年2月28日]. （原始内容存档于2014年3月4日）.（繁體中文）
6. ↑  . 澳門日報A10版. 2014年2月28日  [2014年2月28日]. （原始内容存档于2014年3月3日）.（繁體中文）
7. ↑  . 澳門日報A1版. 2014年3月5日  [2014年3月5日]. （原始内容存档于2014年3月5日）.（繁體中文）
8. ↑  . 澳廣視. 2014年3月18日  [2014-03-18]. （原始内容存档于2014-03-18）.（粵語）
9. ↑  . 澳門日報A1版. 2014年3月18日  [2014年3月18日]. （原始内容存档于2014年3月18日）.（繁體中文）
10. ↑  . 澳門日報A3版. 2014年4月11日  [2014年4月12日]. （原始内容存档于2014年4月13日）.（繁體中文）
11. ↑  . 澳門日報A7版. 2014年4月12日  [2014年4月12日]. （原始内容存档于2014年4月13日）.（繁體中文）
12. ↑  . 澳門日報A7版. 2014年4月12日  [2014年4月12日]. （原始内容存档于2014年4月13日）.（繁體中文）
13. ↑  . 澳門日報A1版. 2014年4月23日  [2014年4月24日]. （原始内容存档于2014年4月24日）.（繁體中文）
14. ↑  . 澳門日報A1版. 2014年4月23日  [2014年4月24日]. （原始内容存档于2014年4月24日）.（繁體中文）
15. ↑  . 統計暨普查局. 2014年5月9日  [2014年5月10日]. （原始内容存档于2018年12月26日）.（繁體中文）
16. ↑  . 澳門日報A7版. 2014年5月10日  [2014年5月10日]. （原始内容存档于2014年5月12日）.（繁體中文）
17. ↑  . 澳廣視新聞. 2014年5月18日  [2014-05-18]. （原始内容存档于2014-05-18）.（粵語）
18. ↑  . 澳廣視新聞. 2014年5月18日  [2014-05-18]. （原始内容存档于2014-05-18）.（粵語）
19. ↑  . 澳廣視新聞. 2014年5月18日  [2014-05-18]. （原始内容存档于2014-05-18）.（粵語）
20. ↑  . 澳門日報A1版. 2014年5月25日  [2014年5月30日]. （原始内容存档于2014年5月31日）.（繁體中文）
21. ↑  . 澳門日報A1版. 2014年5月25日  [2014年5月30日]. （原始内容存档于2014年5月31日）.（繁體中文）
22. ↑  . 蘋果日報. 2014年5月26日  [2014年5月30日]. （原始内容存档于2014年5月29日）.（繁體中文）
23. ↑  . 蘋果日報. 2014年5月28日  [2014年5月30日]. （原始内容存档于2014年5月29日）.（繁體中文）
24. ↑  . 澳門日報A3版. 2014年5月30日  [2014年5月30日]. （原始内容存档于2014年5月31日）.（繁體中文）
25. ↑  . 澳門日報A3版. 2014年5月30日  [2014年5月30日]. （原始内容存档于2014年5月31日）.（繁體中文）
26. ↑  . 人民网.   [2021-10-26]. （原始内容存档于2021-10-27）.
27. ↑  . 澳廣視新聞. 2014年5月18日  [2014-05-30]. （原始内容存档于2014-05-31）.（粵語）
28. ↑  . 中国日报网.   [2021-10-26]. （原始内容存档于2021-10-26）.
29. ↑  . 澳門日報A2版. 2014年5月31日.（繁體中文）
30. ↑  . 正報新聞.   [2021-10-26]. （原始内容存档于2021-10-26）.
31. ↑  . 澳門日報A1版. 2014年6月2日.（繁體中文）
32. ↑  . 澳門日報A1版. 2014年6月2日.（繁體中文）
33. ↑  . 澳門日報A7版. 2014年6月4日.（繁體中文）
34. ↑  . 澳門日報A1版. 2014年6月4日.（繁體中文）
35. ↑  . 蘋果日報. 2014年6月5日  [2014年6月15日]. （原始内容存档于2014年6月8日）.（繁體中文）
36. ↑  . 澳門日報A1版. 2014年6月10日.（繁體中文）
37. ↑  . 澳門日報A1版. 2014年6月11日.（繁體中文）
38. ↑  . 澳門日報B6版. 2014年6月12日.（繁體中文）
39. ↑  . 澳門日報A1版. 2014年6月13日.（繁體中文）
40. ↑  . 蘋果日報. 2014年6月14日  [2014年6月15日]. （原始内容存档于2014年6月17日）.（繁體中文）
41. ↑  . 統計暨普查局. 2014年8月11日  [2014年8月12日]. （原始内容存档于2014年8月12日）.（繁體中文）
42. ↑  . 澳門日報A10版. 2014年8月12日.（繁體中文）
43. ↑  . 澳門電台. 2014年8月31日  [2014年8月31日]. （原始内容存档于2014年9月4日）.（繁體中文）
44. ↑   （页面存档备份，存于），Yahoo HK，澳門聲援香港佔中集會接近午夜結束
45. ↑  . 澳門日報A02版. 2014年11月10日.（繁體中文）
46. ↑  . 正報新聞.   [2021-10-26]. （原始内容存档于2021-10-27）.
47. ↑  . 澳門電台. 2014年11月12日  [2014-11-12]. （原始内容存档于2014-12-25）.（繁體中文）
48. ↑  . 澳廣視新聞. 2014年12月1日  [2014-12-02]. （原始内容存档于2014-12-27）.（粵語）
49. ↑  . 澳廣視新聞. 2014年12月1日  [2014-12-02]. （原始内容存档于2014-12-27）.（粵語）
50. ↑  . 澳廣視新聞. 2014年12月1日  [2014-12-02]. （原始内容存档于2014-12-27）.（粵語）
51. ↑  . 澳廣視新聞. 2014年12月1日  [2014-12-02]. （原始内容存档于2014-12-27）.（粵語）
52. ↑  . 澳廣視新聞. 2014年12月2日  [2014-12-02]. （原始内容存档于2014-12-27）.（粵語）
53. ↑  . 澳廣視新聞. 2014年12月2日  [2014-12-02]. （原始内容存档于2014-12-27）.（粵語）
54. ↑  . 澳廣視新聞. 2014年12月2日  [2014-12-02]. （原始内容存档于2014-12-27）.（粵語）
55. ↑  . 澳廣視新聞. 2014年12月2日  [2014-12-02]. （原始内容存档于2014-12-27）.（粵語）
56. ↑  . 澳廣視新聞. 2014年12月2日  [2014-12-02]. （原始内容存档于2014-12-27）.（粵語）
57. ↑  . 澳廣視新聞. 2014年12月29日  [2014-12-30]. （原始内容存档于2016-03-05）.（粵語）
58. ↑  . 蘋果日報. 2014年12月30日  [2014年12月30日]. （原始内容存档于2014年12月30日）.（繁體中文）
59. ↑  . 澳門日報A3版. 2014年3月30日  [2014年3月31日]. （原始内容存档于2014年4月7日）.（繁體中文）
60. ↑  . 澳門日報A2版. 2014年4月14日  [2014年4月14日]. （原始内容存档于2014年4月15日）.（繁體中文）
61. ↑  . 澳廣視新聞. 2014年5月27日  [2014-05-27]. （原始内容存档于2014-05-27）.（粵語）
62. ↑  . 澳廣視新聞. 2014年10月31日  [2014-11-01]. （原始内容存档于2014-12-24）.（粵語）
63. ↑  . 人民网.   [2021-10-26]. （原始内容存档于2021-10-27）.
64. ↑  . 中新网.   [2021-10-26]. （原始内容存档于2021-10-26）.

| 澳门新闻动态 |
| \| - 2024年澳門：1月 - 2月 - 3月 - 4月 - 5月 - 6月 - 7月 - 8月 - 9月 - 10月 - 11月 - 12月 - 2023年澳門：1月 - 2月 - 3月 - 4月 - 5月 - 6月 - 7月 - 8月 - 9月 - 10月 - 11月 - 12月 - 2022年澳門：1月 - 2月 - 3月 - 4月 - 5月 - 6月 - 7月 - 8月 - 9月 - 10月 - 11月 - 12月 - 2021年澳門：1月 - 2月 - 3月 - 4月 - 5月 - 6月 - 7月 - 8月 - 9月 - 10月 - 11月 - 12月 - 2020年澳門：1月 - 2月 - 3月 - 4月 - 5月 - 6月 - 7月 - 8月 - 9月 - 10月 - 11月 - 12月 - 2019年澳門：1月 - 2月 - 3月 - 4月 - 5月 - 6月 - 7月 - 8月 - 9月 - 10月 - 11月 - 12月 - 2018年澳門：1月 - 2月 - 3月 - 4月 - 5月 - 6月 - 7月 - 8月 - 9月 - 10月 - 11月 - 12月 - 2017年澳門：1月 - 2月 - 3月 - 4月 - 5月 - 6月 - 7月 - 8月 - 9月 - 10月 - 11月 - 12月 - 2016年澳門：1月 - 2月 - 3月 - 4月 - 5月 - 6月 - 7月 - 8月 - 9月 - 10月 - 11月 - 12月 - 2015年澳門：1月 - 2月 - 3月 - 4月 - 5月 - 6月 - 7月 - 8月 - 9月 - 10月 - 11月 - 12月 - 2014年澳門：1月 - 2月 - 3月 - 4月 - 5月 - 6月 - 7月 - 8月 - 9月 - 10月 - 11月 - 12月 - 2013年澳門：1月 - 2月 - 3月 - 4月 - 5月 - 6月 - 7月 - 8月 - 9月 - 10月 - 11月 - 12月 - 2012年澳門：1月 - 2月 - 3月 - 4月 - 5月 - 6月 - 7月 - 8月 - 9月 - 10月 - 11月 - 12月 - 2011年澳門：1月 - 2月 - 3月 - 4月 - 5月 - 6月 - 7月 - 8月 - 9月 - 10月 - 11月 - 12月 - 2010年澳門：1月 - 2月 - 3月 - 4月 - 5月 - 6月 - 7月 - 8月 - 9月 - 10月 - 11月 - 12月 - 2009年澳門：1月 - 2月 - 3月 - 4月 - 5月 - 6月 - 7月 - 8月 - 9月 - 10月 - 11月 - 12月 - 2008年澳門：1月 - 2月 - 3月 - 4月 - 5月 - 6月 - 7月 - 8月 - 9月 - 10月 - 11月 - 12月 - 2007年澳門：1月 - 2月 - 3月 - 4月 - 5月 - 6月 - 7月 - 8月 - 9月 - 10月 - 11月 - 12月 - 2006年澳門：1月 - 2月 - 3月 - 4月 - 5月 - 6月 - 7月 - 8月 - 9月 - 10月 - 11月 - 12月 - 2005年澳門：1月 - 2月 - 3月 - 4月 - 5月 - 6月 - 7月 - 8月 - 9月 - 10月 - 11月 - 12月 - 2004年澳門：1月 - 2月 - 3月 - 4月 - 5月 - 6月 - 7月 - 8月 - 9月 - 10月 - 11月 - 12月 - 2003年澳門：1月 - 2月 - 3月 - 4月 - 5月 - 6月 - 7月 - 8月 - 9月 - 10月 - 11月 - 12月 - 2002年澳門：1月 - 2月 - 3月 - 4月 - 5月 - 6月 - 7月 - 8月 - 9月 - 10月 - 11月 - 12月 - 2001年澳門：1月 - 2月 - 3月 - 4月 - 5月 - 6月 - 7月 - 8月 - 9月 - 10月 - 11月 - 12月 - 2000年澳門：1月 - 2月 - 3月 - 4月 - 5月 - 6月 - 7月 - 8月 - 9月 - 10月 - 11月 - 12月 - 1999年澳門：1月 - 2月 - 3月 - 4月 - 5月 - 6月 - 7月 - 8月 - 9月 - 10月 - 11月 - 12月 \| |
| - 2024年澳門：1月 - 2月 - 3月 - 4月 - 5月 - 6月 - 7月 - 8月 - 9月 - 10月 - 11月 - 12月 - 2023年澳門：1月 - 2月 - 3月 - 4月 - 5月 - 6月 - 7月 - 8月 - 9月 - 10月 - 11月 - 12月 - 2022年澳門：1月 - 2月 - 3月 - 4月 - 5月 - 6月 - 7月 - 8月 - 9月 - 10月 - 11月 - 12月 - 2021年澳門：1月 - 2月 - 3月 - 4月 - 5月 - 6月 - 7月 - 8月 - 9月 - 10月 - 11月 - 12月 - 2020年澳門：1月 - 2月 - 3月 - 4月 - 5月 - 6月 - 7月 - 8月 - 9月 - 10月 - 11月 - 12月 - 2019年澳門：1月 - 2月 - 3月 - 4月 - 5月 - 6月 - 7月 - 8月 - 9月 - 10月 - 11月 - 12月 - 2018年澳門：1月 - 2月 - 3月 - 4月 - 5月 - 6月 - 7月 - 8月 - 9月 - 10月 - 11月 - 12月 - 2017年澳門：1月 - 2月 - 3月 - 4月 - 5月 - 6月 - 7月 - 8月 - 9月 - 10月 - 11月 - 12月 - 2016年澳門：1月 - 2月 - 3月 - 4月 - 5月 - 6月 - 7月 - 8月 - 9月 - 10月 - 11月 - 12月 - 2015年澳門：1月 - 2月 - 3月 - 4月 - 5月 - 6月 - 7月 - 8月 - 9月 - 10月 - 11月 - 12月 - 2014年澳門：1月 - 2月 - 3月 - 4月 - 5月 - 6月 - 7月 - 8月 - 9月 - 10月 - 11月 - 12月 - 2013年澳門：1月 - 2月 - 3月 - 4月 - 5月 - 6月 - 7月 - 8月 - 9月 - 10月 - 11月 - 12月 - 2012年澳門：1月 - 2月 - 3月 - 4月 - 5月 - 6月 - 7月 - 8月 - 9月 - 10月 - 11月 - 12月 - 2011年澳門：1月 - 2月 - 3月 - 4月 - 5月 - 6月 - 7月 - 8月 - 9月 - 10月 - 11月 - 12月 - 2010年澳門：1月 - 2月 - 3月 - 4月 - 5月 - 6月 - 7月 - 8月 - 9月 - 10月 - 11月 - 12月 - 2009年澳門：1月 - 2月 - 3月 - 4月 - 5月 - 6月 - 7月 - 8月 - 9月 - 10月 - 11月 - 12月 - 2008年澳門：1月 - 2月 - 3月 - 4月 - 5月 - 6月 - 7月 - 8月 - 9月 - 10月 - 11月 - 12月 - 2007年澳門：1月 - 2月 - 3月 - 4月 - 5月 - 6月 - 7月 - 8月 - 9月 - 10月 - 11月 - 12月 - 2006年澳門：1月 - 2月 - 3月 - 4月 - 5月 - 6月 - 7月 - 8月 - 9月 - 10月 - 11月 - 12月 - 2005年澳門：1月 - 2月 - 3月 - 4月 - 5月 - 6月 - 7月 - 8月 - 9月 - 10月 - 11月 - 12月 - 2004年澳門：1月 - 2月 - 3月 - 4月 - 5月 - 6月 - 7月 - 8月 - 9月 - 10月 - 11月 - 12月 - 2003年澳門：1月 - 2月 - 3月 - 4月 - 5月 - 6月 - 7月 - 8月 - 9月 - 10月 - 11月 - 12月 - 2002年澳門：1月 - 2月 - 3月 - 4月 - 5月 - 6月 - 7月 - 8月 - 9月 - 10月 - 11月 - 12月 - 2001年澳門：1月 - 2月 - 3月 - 4月 - 5月 - 6月 - 7月 - 8月 - 9月 - 10月 - 11月 - 12月 - 2000年澳門：1月 - 2月 - 3月 - 4月 - 5月 - 6月 - 7月 - 8月 - 9月 - 10月 - 11月 - 12月 - 1999年澳門：1月 - 2月 - 3月 - 4月 - 5月 - 6月 - 7月 - 8月 - 9月 - 10月 - 11月 - 12月       |

1. ↑  因容量有限，本表只列出澳門回歸以来各年各月澳門新闻动态。关于更早年代的各年各月澳門新闻动态，详见于XXXX年澳門（XXXX年表示1999年以前的公历年份）。